# Asztalitenisz a 2020. évi nyári olimpiai játékokon
A 2020. évi nyári olimpiai játékokon az asztalitenisz versenyszámait július 24. és augusztus 6. között rendezték meg.

## Éremtáblázat
(A táblázatokban a rendező nemzet sportolói eltérő háttérszínnel, az egyes számoszlopok legmagasabb értéke vagy értékei vastagítással kiemelve.)
| A 2020. évi nyári olimpiai játékok éremtáblázata asztaliteniszben | A 2020. évi nyári olimpiai játékok éremtáblázata asztaliteniszben | A 2020. évi nyári olimpiai játékok éremtáblázata asztaliteniszben | A 2020. évi nyári olimpiai játékok éremtáblázata asztaliteniszben | A 2020. évi nyári olimpiai játékok éremtáblázata asztaliteniszben | Olimpia  |
| ----------------------------------------------------------------- | ----------------------------------------------------------------- | ----------------------------------------------------------------- | ----------------------------------------------------------------- | ----------------------------------------------------------------- | -------- |
|                                                                   | Ország                                                            | Arany                                                             | Ezüst                                                             | Bronz                                                             | Összesen |
| 1.                                                                | Kína (CHN)                                                        | 4                                                                 | 3                                                                 | 0                                                                 | 7        |
| 2.                                                                | Japán (JPN)                                                       | 1                                                                 | 1                                                                 | 2                                                                 | 4        |
|                                                                   |                                                                   |                                                                   |                                                                   |                                                                   |          |
| 3.                                                                | Németország (GER)                                                 | 0                                                                 | 1                                                                 | 1                                                                 | 2        |
|                                                                   |                                                                   |                                                                   |                                                                   |                                                                   |          |
| 4.                                                                | Hongkong (HKG)                                                    | 0                                                                 | 0                                                                 | 1                                                                 | 1        |
| 4.                                                                | Tajvan (TPE)                                                      | 0                                                                 | 0                                                                 | 1                                                                 | 1        |
|                                                                   |                                                                   |                                                                   |                                                                   |                                                                   |          |
| Összesen                                                          | Összesen                                                          | 5                                                                 | 5                                                                 | 5                                                                 | 15       |

## Érmesek
| A 2020. évi nyári olimpiai játékok érmesei asztaliteniszben |                                                                                            |                                                                        |                                                                                        |
| Versenyszám                                                 | Arany                                                                                      | Ezüst                                                                  | Bronz                                                                                  |
| Férfi egyes                                                 | Ma Lung (Ma Long) · Kína (CHN)                                                             | Fan Csen-tung (Fan Zhendong) · Kína (CHN)                              | Dimitrij Ovtcharov · Németország (GER)                                                 |
| Férfi csapat                                                | Kína (CHN) · Fan Csen-tung (Fan Zhendong) · Ma Lung (Ma Long) · Hszü Hszin (Xu Xin)        | Németország (GER) · Timo Boll · Patrick Franziska · Dimitrij Ovtcharov | Japán (JPN) · Mizutani Dzsun · Niva Kóki · Harimoto Tomokazu                           |
| Női egyes                                                   | Csen Meng (Chen Meng) · Kína (CHN)                                                         | Szun Jing-sa (Sun Yingsha) · Kína (CHN)                                | Itó Mima · Japán (JPN)                                                                 |
| Női csapat                                                  | Kína (CHN) · Csen Meng (Chen Meng) · Szun Jing-sa (Sun Yingsha) · Vang Man-jü (Wang Manyu) | Japán (JPN) · Isikava Kaszumi · Itó Mima · Hirano Miu                  | Hongkong (HKG) · Léj Hou-chíng (Lee Ho Ching) · Tou Hój-kam (Doo Hoi Kem) · Minnie Soo |
| Vegyes páros                                                | Japán (JPN) · Mizutani Dzsun · Itó Mima                                                    | Kína (CHN) · Hszü Hszin (Xu Xin) · Liu Si-ven (Liu Shiwen)             | Tajvan (TPE) · Lin Jün-zsu (Lin Yun-ju) · Cseng Ji-csing (Cheng I-ching)               |